# Soviet Kitsch
Soviet Kitsch es el tercer álbum de estudio de la cantautora ruso-estadounidense Regina Spektor. Editado primero en 2002 de manera independiente, luego mediante Shoplifter Records en 2003 para el Reino Unido, fue relanzado oficialmente el 17 de agosto de 2004 por Sire Records en Estados Unidos, convirtiéndose así en el primer trabajo de Spektor en ser publicado por una casa discográfica. Gordon Raphael, Alan Bezozi y la propia Spektor estuvieron a cargo de la producción. El título Soviet Kitsch es un guiño directo a las raíces rusas y judías de la cantante. La mayoría de las canciones cuentan con una marcada presencia de voz acompañada por piano. La banda de rock  Kill Kenada participó en la canción «Your Honor». En 2004 salió a la venta DVD promocional The Survival Guide to Soviet Kitsch mediante Warner Bros. Records. Incluyó el videoclip de la canción «Us» y un documental.

## Contenido
Las canciones contienen mayoritariamente a Spektor cantando a la par del piano. La cantante afirmó que Soviet Kitsch fue el primero de sus álbumes de estudio donde pudo grabar en vivo Instrumento de cuerdas, aunque también dijo que el tiempo que tuvo fue limitado. La percusión proviene principalmente de los sonidos que realizó con sus pisadas y con baquetas sobre el piano. Spektor realiza beat box y sonidos modulados con su voz, como «gruñidos guturales» y «gemidos» en momentos particulares del álbum. El estilo de escritura ha sido descrito como «extraño», con cambios bruscos a mitad de las canciones y la aparición inconexa de estribillos o puentes, para luego terminar conectado al principio de la canción, de forma circular.

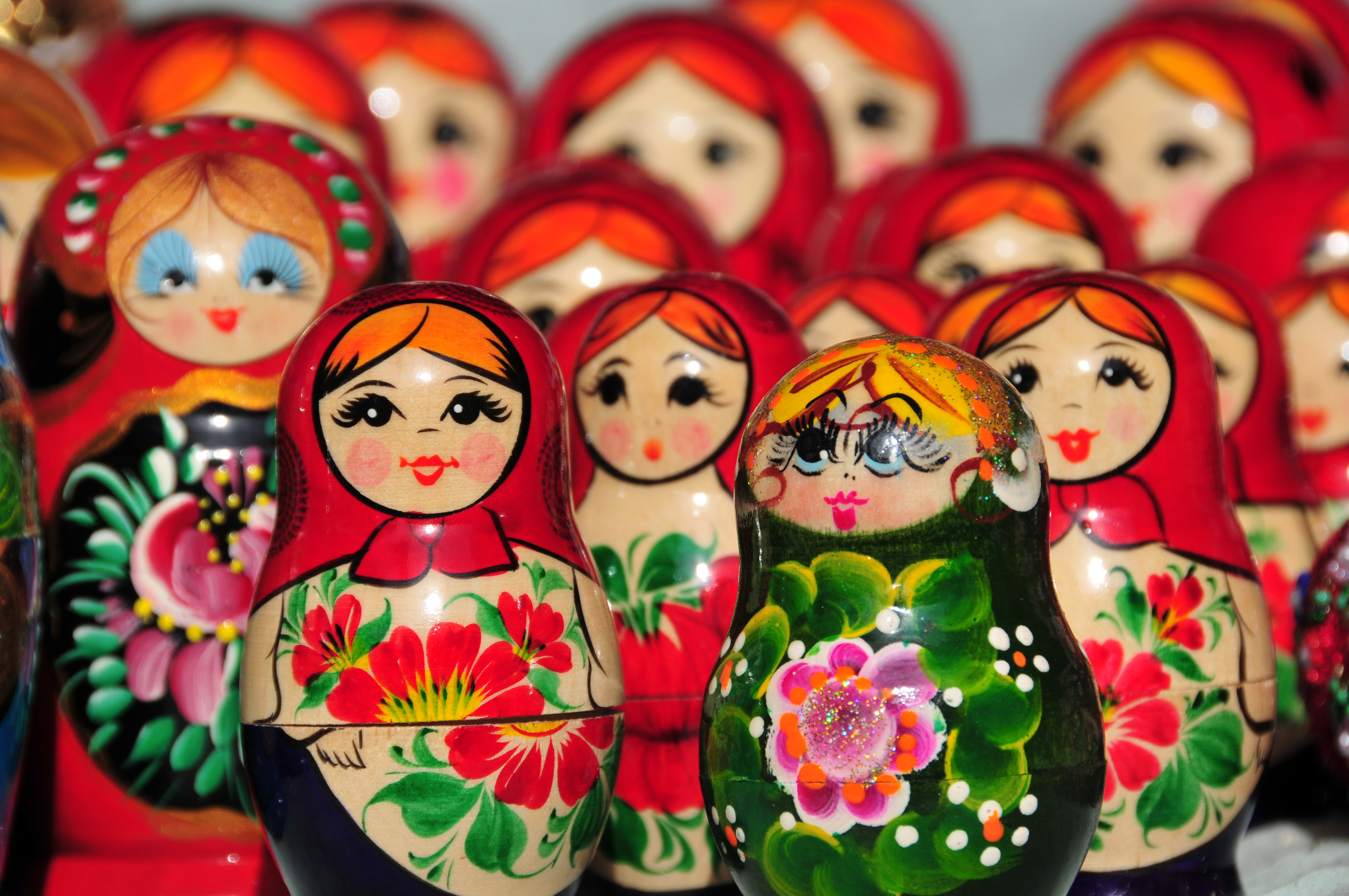
La portada del álbum muestra varias muñecas matrioshka, tradicionales de Rusia.

Alguno de los conceptos presentes en varias de las canciones del álbum incluyen el romance contrastado con la muerte, decadencia y la ruina como en «Ode to Divorce», «The Flowers» y «Us». La lírica a menudo es descrita como narración de historias con desarrollo de personajes, como en el caso de «Ghost of Corporate Future», la visión de un obrero reducido a un pistón en un sistema capitalista, y «Poor Little Rich Boy», un antihéroe incapaz de sentir amor. «Ode to Divorce» está escrita desde la perspectiva de una mujer divorciada que puede ver dentro de la boca de su exmarido cuando este besa a otra persona; cuenta con una presencia marcada de piano y versa sobre las relaciones románticas, comparándolas con distintos sabores. «Us» establece metáforas sobre el enamoramiento en un inglés estilo pidgin, se escucha el piano de Spektor acompañado por un cuarteto de cuerdas, con arreglos descritos como «inspirados en Carnegie Hall». «Chemo Limo» retrata a una madre que padece cáncer, y cuando su seguro médico no cubre la quimioterapia, se imagina invirtiendo ese dinero en viajes en limusina. Los temas principales son la enfermedad,  los conflictos de clase y el avance de las diferentes generaciones. «Carbon Monoxide» es una balada con un comienzo lento, que va creciendo en intensidad para terminar en una nota baja; con sonidos similares a arrullos y repetición de sílabas. «Whisper» es una conversación de murmullos entre Spektor y su hermano menor Barry «Bear» Spektor, un niño en aquel entonces. En «The Flowers» convergen dos estilos de la cantante, su preparación en la música clásica con inspiración en su trasfondo ruso judío. En «Your Honor» canta con la banda Kill Kenada, nuevamente en un lenguaje simplificado (pidgin) y un estilo «quirky punk» sobre las discusiones violentas. «Somedays» tiene una progresión simple con arreglos livianos de cuerdas. Su estilo fue comparado con «Evaporated» de la banda Ben Folds Five.
En el arte de tapa, el sombrero que utilizó Spektor para la sesión pertenecía a su abuelo, un oficial de navegación que trabajó en un barco desminador durante la Segunda Guerra Mundial.«Us» contó con su propio video musical donde su padre aparece vistiendo su antiguo uniforme militar.

## Lanzamiento y recepción comercial
Spektor publicó Soviet Kitsch en 2002 de forma independiente como sus álbumes anteriores 11:11 (2001) y Songs (2002). Para este entonces tocaba en vivo en el circuito local de clubes y bares, lugares donde vendía ella misma su música en formato de CD. Una de las copias llegó a manos de Gordon Raphael, productor discográfico, quien a su vez la recomendó a la banda de rock The Strokes. El líder de la agrupación Julian Casablancas conoció a la cantante personalmente cuando se acercó a presenciar uno de sus shows en un café local de Lower East Side. Tras este encuentro, le propuso participar en la gira musical de 2003 de la banda para promocionar su álbum de estudio Room on Fire. Los gastos de alojamiento y viáticos corrieron por cuenta de Spektor. A su vez, también colaboró con ellos en la canción «Modern Girls & Old Fashion Men», lado B del sencillo «Reptilia».
Esta nueva exposición en los shows, el boca a boca y la venta de CDs en los conciertos fueron factores fundamentales para expandir su nuevo público y sedimentar una base de fans más amplia en Reino Unido y Estados Unidos. En 2003 Shoplifter Records licenció Soviet Kitsch para Reino Unido, convirtiéndose así en el primer álbum de Spektor en distribuirse fuera de su país. Un año después, en septiembre de 2004 salió a la venta en Estados Unidos mediante Sire Records/Warner Records, la primera vez que trabajó con una discográfica grande. Raphael participó en la producción del álbum. Por dos años las ventas consistieron en quinientos discos por semana, llegando a 53 000 copias para 2007 de acuerdo a Nielsen Soundscan. Michael Goldstone, presidente de Sire en ese momento, opinó en una entrevista con Billboard sobre la decisión de ingresar a Spektor a la discográfica «trabajamos como obreros de collar azul, nunca realmente lo anunciamos. Cuando tienes un artista con grandes instintos, apoyas esos instintos». Complementariamente se pudo descargar el álbum desde el sitio web de la cantante. En 2004 salió a la venta The Survival Guide to Soviet Kitsch, un DVD con material promocional emitido por Warner Bros. Records.
En 2009, David Kahne, productor del posterior álbum de la cantante Begin to Hope (2006), opinó sobre el relanzamiento de Soviet Kitsch mediante Sire Records «la ven como una artista de carrera que la mayoría de las discográficas no tienen», en alusión a la decisión de la compañía de incorporar un trabajo discográfico con un estilo musical «peculiar» sin sencillos pensados para el impacto comercial.

## Crítica
Metacritic le asignó a Soviet Kitsch 72 puntos sobre un total de 100, puntuación promedio basada en nueve críticas de publicaciones especializadas, lo que indica «críticas generalmente favorables». Album of the Year secunda esta calificación.
Heather Phares para Allmusic afirmó que el álbum es un trabajo más pulido a comparación de sus obras anteriores, pero conserva «bordes ásperos» y «giros inesperados». La crítica de Prefix considera «Somedays» el punto fuerte y sentenció que el éxito es merecido para un álbum «increíblemente conmovedor pero elegantemente sublime».  El crítico especializado Robert Christgau le otorgó una mención honorable y destacó a «Your Honor» y «Ode to Divorce». Leah Greenblatt escribió para Entertainment Weekly que el álbum «tiene su encanto, pero es errático y por momentos cansador». 
Jill Labrack de PopMatters habló de la selección de canciones, y distinguió algunas como «Poor Little Rich Boy», «Carbon Monoxide» como ejemplos donde el oyente debe tener «un poco de paciencia» para interpretar el «idealismo desordenado (...) de este nuevo talento». Criticó negativamente el arte de tapa, aduciendo que la cantante no parecía tomarse en serio. Jonathon Ringen de Rolling Stone señaló a «The Flowers» y también a «Carbon Monoxide» por su lírica «atractivamente honesta que no puede fingirse». Keith Phipps para The A.V. club comentó que el título del álbum no tiene sentido, ya que no existen a su criterio, elementos kitsch en las canciones, particularmente en aquellas serias como «The Flowers» o «Chemo Limo» donde se retrata la pérdida y la muerte. Menciona también la manera en la que el álbum versa sobre el piano y los arreglos de Spektor, destacándose sobre los demás instrumentos y participaciones, inclusive en «Your Honor». Justin Cober-Lake de Stylus Magazine concuerda sobre la elección del título, y alude que el álbum no tiene el espíritu de esta corriente artística «porque Regina sabe exactamente lo que hace», además de la falta de elementos soviéticos. Le otorgó la calificación de B-, habló de una confusión de estilos como punk, folk o música clásica, y la preponderancia de las vocales sobre el piano, descritas como «chirridos» o «gruñidos».
Sobre el género, si bien se engloba a Spektor dentro de la escena antifolk, la marcada presencia del piano y su entrenamiento en música clásica han logrado que se la posicione también como una cantautora tradicional. Sobre el estilo y género musical, algunas reseñas la comparan con Cat Power, Fiona Apple, Tori Amos, Joni Mitchell y PJ Harvey. Prefix estimó que en Soviet Kitsch se sigue una línea más semejante a Nelly Furtado que a Amos, mientras que Rolling Stone habló de un «virtuosismo» en el piano similar a Amos y vocales que se asemejan a Bjork. Algunas menciones señalaron reminiscencias al cabaret y a Édith Piaf. Sin embargo, el álbum muestra también una nueva faceta, con un estilo propio descrito como «teatral» y «juguetón», y una tesitura desde bajos similares a Joanna Newsom. Brian Garrity para la revista Billboard resumió el estilo de Spektor como «piano pop con la ingenuidad de una niña atravesado por una sensibilidad rock de East Village», sobre todo en la canción «Us». El sitio web especializado Louder than War mencionó que este álbum es el primer acercamiento del público al estilo de la cantante «excéntrico, lo fi y líricamente único». La letra e interpretación fueron descritas como «quirky» o peculiares, mientras que la música se distingue por su estilo «clásico». La reseña de Blender señaló que el sonido del álbum presentaba arreglos impredecibles y canciones antifolk «alternativamente encantadoras, chifladas y macabras».
Soviet Kitsch fue elección de los críticos en Billboard e integró la lista de los 100 mejores álbumes de la década según NME.

## Canciones

### Lista de canciones
Todas las canciones escritas y compuestas por Regina Spektor. 
| Soviet Kitsch |                                |          |  |
| N.º           | Título                         | Duración |  |
| 1.            | «Ode to Divorce»               | 3:42     |  |
| 2.            | «Poor Little Rich Boy»         | 2:27     |  |
| 3.            | «Carbon Monoxide»              | 4:59     |  |
| 4.            | «The Flowers»                  | 3:54     |  |
| 5.            | «Us»                           | 4:52     |  |
| 6.            | «Sailor Song»                  | 3:15     |  |
| 7.            | «Whisper»                      | 0:44     |  |
| 8.            | «Your Honor» (Con Kill Kenada) | 2:10     |  |
| 9.            | «Ghost of Corporate Future»    | 3:21     |  |
| 10.           | «Chemo Limo»                   | 6:04     |  |
| 11.           | «Somedays»                     | 3:21     |  |

### Personal
- Regina Spektor — Vocales, piano, piano Rhodes y percusión con baquetas. Producción.
- Gordon Raphael — Producción. Percusión.
- Alan Bezozi — Producción. Batería, percusión.
- Jay Bellerose — Batería.
- Oren Bloedow — Guitarra eléctrica.
- Kill Kenada — Banda invitada.
- Jane Scarpantoni — Violonchelo.
- Graham Maby — Bajo.
- The 4x4 Quartet  — Instrumentos de cuerdas.
- Bear Spektor  — Voz.

- Fuentes [1]